# Gonzalo Aguirre Beltrán
Gonzalo Aguirre Beltrán (Tlacotalpan, 20 januari 1908 - Xalapa, 1996) was een Mexicaans antropoloog en medicus. Hij is vooral bekend wegens zijn studies naar de Afro-Mexicanen en de Mexicaanse indianen.
Aguirre Beltrán studeerde af als medicus aan de Nationale Autonome Universiteit van Mexico (UNAM) en was een tijdlang werkzaam als chirurg in zijn geboortestaat Veracruz, maar vanaf de jaren 40 raakte hij meer geïnteresseerd in de antropologie. Hij onderhield contacten met onder anderen Manuel Gamio, Melville Herskovits en Irving Halowell, en studeerde antropologie aan verschillende instituten in Mexico en de Verenigde Staten.
Onder zijn bekendste werken bevinden zich Problemas de la población indígena de la Cuenca del Tepalcatepec, en etnografische studie naar de inheemse bevolking in de vallei van Tepalcatepec, en Regiones de Refugio, waarin hij het overleven van inheemse culturen in afgelegen plaatsen waar zij na druk van buitenaf heen zijn gevlucht onderzocht. Aguirre Beltrán was een van de meest vooraanstaande leden van de indigenistische beweging in Mexico. Hij was directeur van het Nationaal Indigenistisch Instituut (INI) en rector van de Veracruzaanse Universiteit, en had van 1964 tot 1967 zitting in de Kamer van Afgevaardigden. In 1991 ontving hij de Eremedaille Belisario Domínguez.
- Bibsys: 90290508
- Biblioteca Nacional de España: XX1006059
- Bibliothèque nationale de France: cb121868645 (data)
- CiNii: DA06546222
- Gemeinsame Normdatei: 1057252069
- International Standard Name Identifier: 0000 0001 1035 2972
- Library of Congress Control Number: n79117857
- MusicBrainz: 41c98769-c23f-4cd5-ad93-5ad0b8810968
- Nationale Bibliotheek van Israël: 987007459002505171
- Nederlandse Thesaurus van Auteursnamen: 071689869
- Réseau des bibliothèques de Suisse occidentale: 02-A000004412
- Système universitaire de documentation: 030458439
- Virtual International Authority File: 2516364
- WorldCat: E39PBJyhjRPymvqv9hJjgrFh73